# Tordenskjold (panserskib)
 For alternative betydninger, se Tordenskjold. (Se også artikler, som begynder med Tordenskjold)
Tordenskjold var et dansk panserskib, og det var, som Steensen skriver, "et egenartet skib". Marinen ønskede en forbedret udgave af det foregående panserskib Helgoland, og havde allerede i 1877 fået lavet tegninger til efterfølgeren. I bevillingerne for 1878-79 var der imidlertid kun sat penge af til en pansret kanonbåd, og resultatet blev en slags forvokset kanonbåd, der var mindre end halvt så stor som Helgoland. I Tordenskjold valgte man sidepanseret fra, og nøjedes med et hvælvet panserdæk og pansring omkring kanonen. Kanonen var til gengæld Marinens hidtil kraftigste, og med sine 35,5 cm er det den største bagladekanon, der har siddet på et krigsskib i Norden. Kanonen fik i kraft af sit løb på 8,9 m kælenavnet Lange Tom. Tordenskjold var Marinens første skib bygget af stål, og var også det første med indvendig elektrisk belysning. Tordenskjold var beregnet til at medtage to 2. klasses torpedobåde (Nr 4 og 5) og da den tillige havde fire torpedoapparater, valgte Marinen i begyndelsen af betegne skibet som "Torpedoskib". I 1885 blev betegnelsen ændret til panserskib. Skibet var opkaldt efter søhelten Peter Wessel Tordenskiold.

## Tjeneste
Tordenskjold var jævnligt udrustet i de årlige eskadrer og blev desuden brugt til repræsentative opgaver, blandt andet med besøg i Tyskland og Rusland. Den kraftige 35,5 cm kanon kunne afgive skud hvert 10. minut, og så rystede hele skibet. Kanonens drejning og ophejsningen af ammunitionen skete via hydraulik, og derfor kunne kanonbesætningen reduceres til 16 mand mod 19 i Helgoland. Kanonens rækkevidde var 9 km. De fire 12 cm kanoner på agterdækket kunne afgive skud hvert andet minut. De var oprindeligt ubeskyttede, men fik i 1889 stålskjolde. De to torpedobåde var med på togterne i 1883 og 1884, men fra 1888 var de ikke længere tilknyttet skibet. Tordenskjold var på sit sidste togt i 1901, og i 1908 blev skibet solgt og ophugget i Tyskland.